# Simon Sidon
Simon Sidon ou Simon Szidon, né en 1892 à Versec (alors en Hongrie, aujourd'hui Vršac en Serbie) et mort le 27 avril 1941 à Budapest (Hongrie), est un mathématicien hongrois solitaire qui travaillait sur des séries trigonométriques et des systèmes orthogonaux et qui introduisit les suites de Sidon et les ensembles de Sidon .

## Décès
Sidon est mort le 27 avril 1941 d'une pneumonie à l'hôpital après qu'une échelle est tombée sur lui et lui a cassé une jambe.